# Macrourus berglax
Macrourus berglax és una espècie de peix de la família dels macrúrids i de l'ordre dels gadiformes.

## Morfologia
- Els mascles poden assolir 110 cm de llargària total.[2][3]

## Alimentació
Els amfípodes predominen en la seua dieta, tot i que també menja poliquets, alguns tipus de crustacis, bivalves, isòpodes, equinoderms (principalment ofiuroïdeus) i ctenòfors.

## Hàbitat
És un peix bentopelàgic i marí d'aigües temperades que viu entre 100-1000 m de fondària, tot i que, normalment, ho fa entre 300-500.

## Distribució geogràfica
Es troba a l'Atlàntic nord: Península del Labrador, Estret de Davis, Groenlàndia, Islàndia i des d'Irlanda fins a les illes Fèroe, la costa de Noruega, Spitzbergen i el Mar de Barents.

## Longevitat
Pot arribar a viure 25 anys.